# Skrzynia ładunkowa

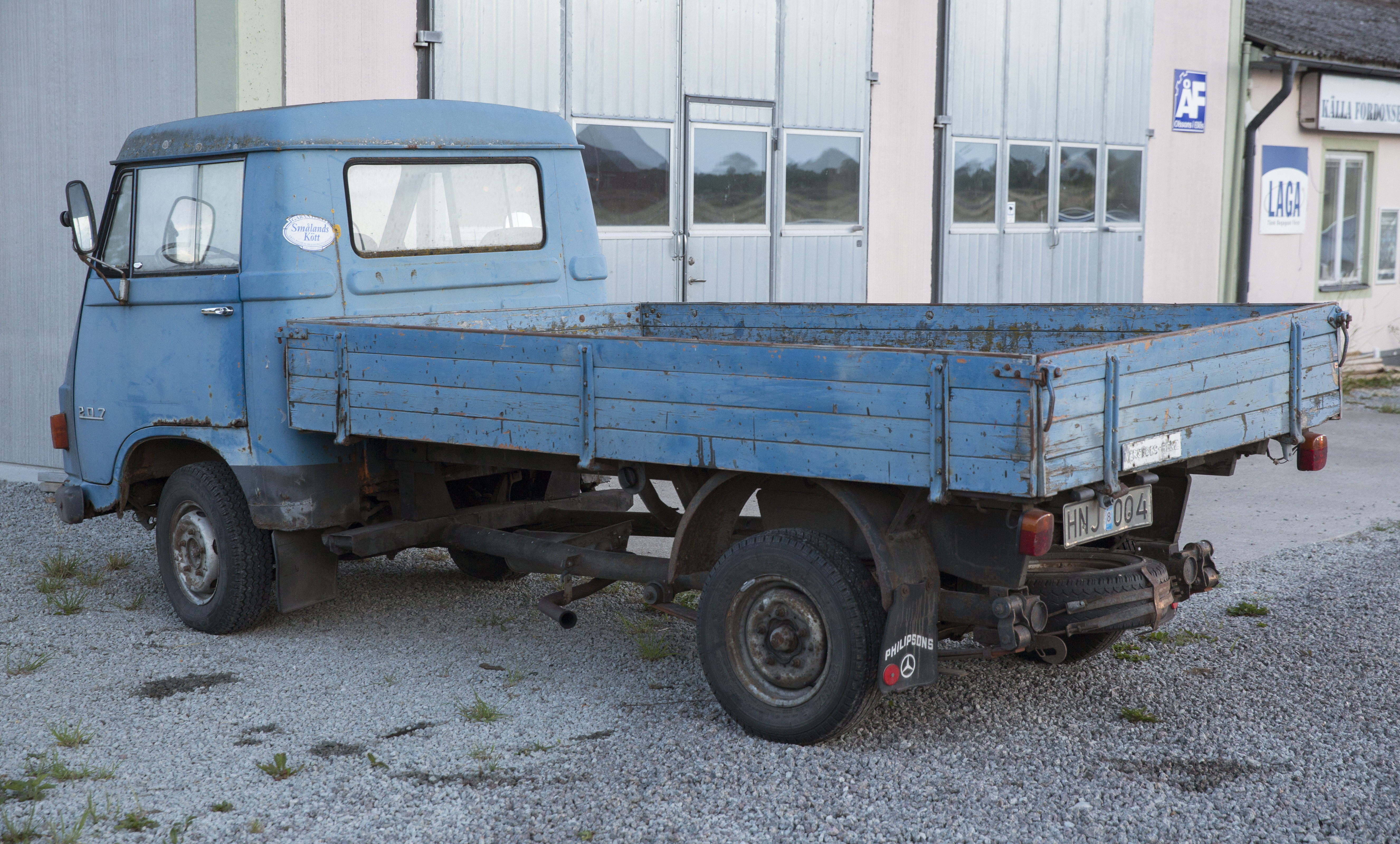
Skrzynia ładunkowa

Skrzynia ładunkowa – platforma z burtami, lub pełna zabudowa umieszczana na podwoziu samochodu ciężarowego, służąca za przestrzeń ładunkową.
Skrzynie wykonuje się z elementów z przetłoczonej blachy. Skrzynie osadza się na ramie podwozia - na specjalnie ukształtowanych poprzeczkach mocowanych do podłogi. Ściany tylne i boczne są połączone z podłogą zawiasami, dzięki czemu można je odchylać, co ułatwia ładowanie i rozładowanie pojazdu. Wymiary skrzyń są znormalizowane i podzielone na osiem grup, zależnie od ładowności. Ma to znaczenie dla optymalnego wykorzystania powierzchni ładunkowej pojazdu.